# 慕容永
慕容 永（ぼよう えい）は、五胡十六国時代の西燕の第6代で最後の皇帝。前燕の烈祖慕容廆の弟の慕容運の孫とされるが、父は不明である。
西燕の皇帝としては部下に従い鮮卑の故地へ東進した。394年、前燕の後継としての正統性を意識した同じく前燕の皇統の後燕皇帝慕容垂に滅ぼされた。

## 生涯

### 即位前
建熙11年（370年）に前燕が前秦によって滅亡させられると、多くの鮮卑慕容部と共に関中に遷り、長安に居住していた。しかし生活は困窮し、妻子と共に市で靴を販売して生計を立てていたと伝えられる。
384年、慕容永は西燕の創建者の慕容泓や慕容沖と共に前秦に造反した部将であった。建平元年（386年）の政変で慕容永は慕容瑤を殺害して慕容忠を皇帝に擁立すると自らは太尉、尚書令となり、河東公に封じられた。慕容永は法に寬平で、鮮卑を安じたという。聞喜に至って、慕容垂が後燕で即位したことを聞くと、進むことを憚って住居として燕熙城を築いた。
数ヶ月後、慕容忠が将軍の刁雲により殺害されると、慕容永は大都督、大将軍、大単于、雍秦梁涼四州牧、河東王として後燕の成武帝慕容垂に一時帰順した。これにより、西燕は一時的に滅亡する。慕容永は対立していた前秦の苻丕らと、鮮卑の故地へ帰る代わりに攻撃をしないよう、交渉していたにもかかわらず苻丕らは東進する慕容永らを攻めた（襄陵の戦い）が、逆に大破し、前秦の宰相の王永（王猛の子）を殺した。苻丕らが敗けて奔走する間、慕容永はその配下や皇后を捕らえた。苻丕は後に配下の馮該に殺される。

### 即位後
慕容永は苻丕の領地に都の長子を築き、皇帝として自立し、中興と改元して西燕を復活させた。苻丕の皇后を皇妃に立てようとしたが、刺殺されかけて殺した。保身のため、慕容垂の子の慕容柔、慕容盛、慕容会が後燕の中山に奔走したが、慕容永はこれに対し、慕容垂や慕容儁の子孫を皆殺すよう命じた。387年、後秦の姚萇と戦った。390年、東晋の洛陽に迫ったが、朱序に敗れて撤退した。翌年に再び攻めたが敗走した。392年、翟魏の翟釗が慕容永の援助を申し入れたが断った。慕容垂が翟魏を滅ぼすと、翟釗は亡命して王に封ぜられたが、翌年慕容永を暗殺しようとしたため殺した。
中興8年（393年）、慕容垂は慕容徳の言に従って前燕の後継としての後燕の正統性を保つために慕容永の西燕を滅ぼすことを決意した。翌中興9年（394年）、数ヶ月間対峙してから三路より攻撃し、本軍を長子に向けた。慕容永は親征したが敗れ、長子に戻って守った。東晋や北魏の援助を頼んだが、その後すぐ長子は慕容垂の手に落ち、慕容永は捕らえられて処刑された。ここに西燕は後燕に併合された。